# 왕희필
왕희필(王熙弼)은 일제강점기의 경찰이다.

## 생애
한일 병합 조약 체결 이듬해인 1911년에 조선총독부 순사보로 채용되면서 경찰이 되었다. 순사보로 경무총감부 경무과에서 근무하였고, 1915년에는 경기도 경무부에 발령받았다.
1918년에 순사로 승진하여 경기도 경무부와 경성부 영등포경찰서에서 근무했다. 이듬해에는 경성부의 핵심 경찰서인 종로경찰서를 거쳐 창덕궁경찰서에 배치되었다. 1920년에 순사부장으로 승진하였다.
1924년에 총독부 경부보가 되어 경기도 경찰부 경무과에 발령받았다. 경기도 경찰부가 운영하는 순사교습소 교관도 겸하였다. 1930년에는 도경부로 승진, 경기도 고등경찰과에서 근무했다. 
1930년에 경찰에서 퇴직하고 촉탁 업무를 맡았다. 조선총독부 직속인 경무국 도서과의 촉탁으로 검열 업무를 담당했다. 경무국 도서과 정식 직원으로 임용되어 검열 업무를 계속 맡고 있던 1935년에 총독부가 시정 25주년을 기념하여 표창한 표창자 명단에 들어 있다.
2008년 공개된 민족문제연구소의 친일인명사전 수록예정자 명단 중 경찰 부문에 포함되었다.

## 참고자료
- 왕희필(王熙弼) - 국사편찬위원회